# Радченко, Владимир Григорьевич
Владимир Григорьевич Радченко (25 ноября 1952, Артёмовск) — украинский и советский энтомолог, академик Национальной академии наук Украины (НАН Украины, 2009), специалист по экосистемологии и пчёлам, гименоптеролог, доктор биологических наук (1992), профессор, директор Института эволюционной экологии НАН Украины (в 2004—2013 — Центр экомониторинга и биоразнообразия мегаполиса НАН Украины), член учёного совета Института зоологии им. И. И. Шмальгаузена НАН Украины. Докторскую диссертацию «Эволюция гнездования и социального образа жизни пчел (Hymenoptera, Apoidea)» защитил в Санкт-Петербурге в Зоологическом институте РАН в 1992 году.

## Награды и признание
- Академик Национальной академии наук Украины (НАН Украины, 2009)
- Заслуженный деятель науки и техники Украины (2013)
- лауреат Государственная премия Украины в области науки и техники (2015)

## Некоторые труды
Источник: Список научных работ Радченко В. Г.:
Книги
- Pesenko Yu. A. Banaszak J., Radchenko V. G. Bees of the family Halictidae (Hymenoptera, Apoidea) of Poland: taxonomy, ecology, bionomics. — Bydgoszcz: Univ. Press, 2000. ix + 348 pp.
- Биология пчел (Hymenoptera, Apoidea) / В. Г. Радченко, Ю. А. Песенко; под ред. Г. С. Медведева ; Российская Академия наук, Зоологический институт РАН. — Санкт-Петербург : ЗИН, 1991. — 352 с. : ил. — Библиогр.: с. 257—313.
- Радченко В. Г. Биология шмелиной семьи. Киев: Инт зоол. АН УССР, 1989. 55 с.
- Радченко В. Г. Эволюция гнездования и социального образа жизни пчел (Hymenoptera, Apoidea). Автореф. дис. … доктора биол. наук. СПб: Зоологический институт РАН, 1992. 52 с.
- Радченко В. Г. Эусоциальные колонии пчел галиктин (Hymenoptera, Halictidae, Halictinae). Киев: Инт зоол. АН Украины, 1993. 60 с.
- Радченко В. Г. Определитель насекомых Дальнего Востока России, Владивосток: Дальнаука, 2007. Т. 4, ч. 5. — 1052 с. (разделы: Семейство Halictidae: Общая характеристика; биология; видовые очерки. С. 754—760, 804—877.).
- European Red List of Bees. — European Union, 2014 (iucn.org). ISBN 978-92-79-44512-5

Статьи
- Radchenko V.G. A new type of nest without cells in Metallinella atrocaerulea (Hymenoptera) // Entomological Review, Washington: Scripta Publ. Co. (USA), 1979, Vol. 57, N 3. P. 353—357.
- Радченко В. Г. Гнездование пчелы Nomioides minutissimus (Rossi) (Hymenoptera, Halictidae) // Энтомологическое обозрение. 1979. T.58, вып.4. С.762-765.
- Радченко В. Г. О строении гнезда и трофических связях Andrena chrysopus Per. (Hymenoptera, Andrenidae) // Вестник зоологии. 1980. N 3. C.88-90.
- Радченко В. Г., Песенко Ю. А. Определительная таблица пчел рода Dasypoda Latreille (Hymenoptera, Melittidae) европейской части СССР с обозначением лектотипов // Труды Зоол. ин-та АН СССР. 1988. Т.184. С.114—121.
- Песенко Ю. А., Радченко В. Г., Кайгородова М. С. Экология опыления Strigosella grandiflora и Erysimum badghysi (Brassicaceae) пчелиными (Hymenoptera, Apoidea) в Бадхызе: измерение напряженности конкурентных отношений // Энтомологическое обозрение. 1980. Т.59, вып.4. С.768—782.
- Песенко Ю. А., Радченко В. Г., Кайгородова М. С. К экологии цветения и опыления некоторых растений Бадхызского заповедника // Экология опыления растений. Пермь: Гос. ун-т, 1982. С.106-116.
- Песенко Ю. А., Лелей A. C., Радченко В. Г., Филаткин Г. Н. Китайская восковая пчела Apis cerana cerana F. (Hymenoptera, Apoidea) на Дальнем Востоке СССР // Энтомологическое обозрение. 1989. Т.68, вып.3. С.527-548.
- Песенко Ю. А., Радченко В. Г. Использование пчел (Hymenoptera, Apoidea) для опыления люцерны: система мер, методы оценки численности и эффективности опылителей // Энтомологическое обозрение. 1992. Т.71, вып.2. С.251-265.
- Стукалюк С. В., Радченко В. Г. Видовой состав и структура сообществ муравьев (Hymenoptera: Formicidae) побережий лиманов северо-западного Крыма // Вестник зоологии, 2008, № 4. С. 303—313.
- Стукалюк С. В., Радченко В. Г. Структура многовидовых ассоциаций муравьев (Hymenoptera, Formicidae) Горного Крыма //Энтомологическое обозрение. — 2010, Выпуск 3, Т. LXXXIX. — C. 532—560.
- Луцишин О. Г., В. Г. Радченко, Н. В. Палапа, П. П. Яворовський, В. Я. Весна, Г. Л. Скрипник, О. М. Ковальова. Фізико-хімічні властивості грунтів в умовах Київського мегаполісу // Доповіді Національної академії наук України. — 2011, № 3. — С.197-204.
- Radchenko V.G. A new widespread European bee species of the genus Dasypoda Latreille (Hymenoptera, Apoidea) // Zootaxa, 2016. 4184(3): 491—504.